# Evento astronomico transiente
Un evento astronomico transitorio (o transiente), generalmente abbreviato in transitorio, è un oggetto astronomico o un fenomeno la cui durata si estende da secondi a giorni, settimane o anche diversi anni. Questo è in contrasto con la scala temporale di milioni o miliardi di anni durante i quali le galassie e le loro stelle nel nostro universo si sono evolute. Singolarmente, il termine è usato per fenomeni violenti come supernove, ipernove, quark-nova, lampi di raggi gamma (gamma-ray bursts), transienti ottici blu e veloci (fast and blue optical transients) transiti, eclissi, microlensing gravitazionale, eventi di distruzione mareale. Una nuova classe è stata individuata recentemente, quella dei transienti ottici blu e veloci (fast and blue optical transient). Questi fenomeni fanno parte del più ampio argomento dell'astronomia degli eventi transienti o, astronomia nel dominio del tempo.

## Storia
Prima dell'invenzione del telescopio, la possibilità di visualizzare questi eventi ad occhio nudo, che avvenissero all'interno o in prossimità della Via Lattea, era molto rara, nell'ordine dei secoli. Tuttavia taluni eventi furono registrati nell'antichità, come la supernova del 1054 osservata da astronomi cinesi, giapponesi e arabi, e l'evento nel 1572 noto come la Supernova di Tycho così chiamata successivamente allo studio che Tycho Brahe fece fino alla scomparsa dell'evento dopo due anni. L'avvento dei telescopi non ha consentito di osservare questi eventi da subito in quanto la loro ridotta ampiezza visuale, solitamente meno di un grado quadrato, necessitava che si osservasse un'area di cielo specifica al momento opportuno.
A seguito dell'intensificarsi degli studi concernenti questi fenomeni, sono entrati in uso telescopi con campi di vista più ampi. Questi, come il Palomar Transient Factory, Gaia e LSST, sono in grado di individuare molti eventi di questo tipo. La capacità degli strumenti moderni di osservare in lunghezze d'onda invisibili all'occhio umano (onde radio, infrarosso, ultravioletto, raggi X) aumentano la quantità di informazioni che possono essere ottenute quando si studia un fenomeno transitorio. Strumenti avanzati per il loro studio sono:
- il satellite ULTRASAT,[4] proposto per l'operatività nel 2022 e che dovrebbe osservare un'area della volta celeste di oltre 200 gradi quadrati ininterrottamente nella gamma dei raggi ultravioletti, una lunghezza d'onda particolarmente importante per rilevare le supernove entro pochi minuti dal loro verificarsi.
- lo spettrografo 4MOST, installato presso il telescopio VISTA sul Paranal, che dovrebbe essere operativo per il 2022 e condurrà un'osservazione quinquennale dedicata (The Time-Domain Extragalactic Survey) allo studio degli eventi transienti. [5]